# 陆海空军武功状
陆海空军武功状，是抗日战争时期，国民政府军事委员会于1940年1月发布《陆海空军武功状给予办法》，“陆海空军军人或部队战时捍御外侮著有特殊武功者，除陆海空军勋赏或奖励条例另有规定外得依本办法之所定给予陆海空军武功状。”

## 历史
《陆海空军武功状给予办法》第二条规定了颁发标准：

   一、作战特别忠勇，其武功战绩足为军人模范者；

    二、受特别任务，冒险在敌前活动使我军得到胜利者；

    三、于战争中救上官之危或俘获敌之重要军官及夺获敌军联队旗者；

    四、所立武功足资矜式为前列各项所未载者。

1941年6月上高会战胜利，1941年6月4日，国民政府军事委员会给作战有功的第七十四军第五十一师（师长李天霞）因“坚守上高阵地，在日军飞机大炮的猛攻下，与敌激战数日，赢得时间，使增援部队及时赶到，扭转了局势”、第二十六师（川军，师长王克俊）颁发第一号与第二号陆海空军武功状。
抗战期间，国民政府军事委员会共颁布陆海空军武功状107张。其中第一百军（军长先后为施中诚、李天霞）共获得集体或个人陆海空军武功状17张。第第一百军第十九师（师长杨荫）共获得集体或个人的3张陆海空军武功状，在师一级部队中为最多。但有实物证明第一百军第十九师第五十六团团长刘光宇上校在湘西会战后获得第134号陆海空军武功状。